# Opération Genesis
 (novembre 2024).
L'opération "Genesis" est une opération menée par l'office de police fédérale Suisse (Fedpol), les forces judiciaires du canton de Zurich, et la police cantonale des autres cantons Suisses entre septembre 2002 et mai 2004, contre la possession illégale de pornographie infantile sous la forme d'images numériques, basée sur une annonce des États-Unis vers Interpol.

## Enquête Américaine
Entre 1999 et 2001, à la suite d'un tuyau, les autorités américaines ouvrent une enquête sur « Landslide Productions Inc. », un site internet de pornographie administré par Thomas et Janyce Reedy. Il a été découvert que le site fournissait un accès à de la pédopornographie et les Reedy ont tous 2 été condamnés pour trafic de pédopornographie en 2001. La police américaine découvre ensuite l'étendue de leur réseau : c'est plus de 300 sites, avec des clients dans plus de 60 pays pour plusieurs millions de dollars de bénéfice engendrés par le couple.
À la suite de l'enquête, une opération "Avalanche" a été lancée aux États-Unis pour retrouver et poursuivre les utilisateurs identifiés dans les bases de données de Landslide. En outre, le site a été mis en service dans le cadre d'une opération d'infiltration du FBI dans le but d'identifier de nouveaux suspects. Le FBI a transmis les identités présentes dans la base de données de Landslide aux organisations policières d'autres pays, dont plus de 7000 noms au Royaume-Uni.

## L'opération Genesis
À la suite de cette opération Avalanche, les autorités de différents pays s'organisent en interne pour un gros coup de filet.

### Les différentes opérations
- L'opération "Auxin" (en) organisée par l'Australie
- L'opération "Snowball" par le Canada
- L'opération "Amethyst" par l'Irlande
- L'opération "Ore" par le Royaume-Uni
- L'opération "Pecunia" par l'Allemagne
- Et l'opération "Genesis" par la Suisse.

L'office de police fédérale n'ayant pas la compétence pour les investigations et les arrestations, il faudra environ un an pour organiser le coup de filet à l'aide des polices cantonales.
L'absence d'autorité bancaire centralisée en Suisse a également ralenti les recherches des autorités essayant d'obtenir les noms des titulaires des cartes de crédit utilisées par les clients pour leurs achats de pédopornographie en ligne, les banques ne coopérant pas facilement entre elles.

## Résultats
En 2002, c'est donc plus de 1300 suspects qui sont contrôlés et perquisitionnés dans le cadre de l'opération Genesis dans les différents cantons Suisses. Au total, ce sont plus de 890 condamnations dont 124 personnes sont reconnues coupables dans le canton de Zurich, et sont perquisitionnés plus de 1200 ordinateurs, plus de 16000 CD/ROM et disquettes, plus de 5000 vidéos et plusieurs dizaines de milliers de revues. Presque tous ont été condamnées à une amende, en plus d'une peine de prison avec sursis de trois semaines au maximum. À une seule exception près, il a été possible de prouver que les condamnés étaient en possession des fichiers d'images illégaux, mais qu'ils ne les avaient pas transmis. Outre la pornographie infantile, les fichiers d'images illégaux comprenaient principalement des animaux et de la pornographie violente.
Dans 7 cas, les autorités ont pu découvrir que les prévenus ont commis des actes d'ordre sexuel avec des enfants.